# Vasilij Vasil'evič Novickij
Vasilij Vasil'evič Novickij, in russo Василий Васильевич Новицкий? (Skosarevka, 1863 – Sinferopoli, 8 aprile 1911), è stato un politico russo.
Fu governatore della regione della Tauride dal 1906 al 1911.

## Biografia
Vasilij Vasil'evič Novickij nacque nel 1863 nel villaggio di Skosarevka, che faceva parte dell'uezd di Anan'ev, nel Governatorato di Cherson (attuale Ucraina).
Nel 1882 si iscrisse all'Università di San Pietroburgo nella facoltà di fisica e matematica, ma proseguendo i suoi studi si sentì attratto dalla giurisprudenza e si trasferì di corso. Dopo la laurea nel 1886, iniziò a prestare servizio nel dipartimento del ministero della giustizia russo, servendo sotto il pubblico ministero di Odessa, città dove divenne in seguito assistente segretario del tribunale locale. Nel 1888 venne eletto magistrato dall'assemblea dell'uezd di Anan'ev.
Nel 1895 passò alla procura e ricoprì vari incarichi. Nel 1902 fu nominato procuratore del tribunale distrettuale di Sinferopoli, dove prestò servizio sino all'11 novembre 1905. Quindi, per ordini superiori, venne trasferito a Odessa per dirigere l'ufficio del procuratore del tribunale distrettuale di Odessa, ma di fatti non vi si recò mai, poiché poco dopo (23 dicembre 1905) Nicola II di Russia in persona lo nominò governatore della regione della Tauride, e il 13 gennaio 1906 venne ufficialmente insediato.
Secondo Vladimir Andreevič Obolenskij, pur non avendo un credo politico ben definito, dopo gli eventi della rivoluzione del 1905 decise di schierarsi a favore dell'Unione del popolo russo.
Morì l'8 aprile 1911 a Sinferopoli. Fu sepolto nel villaggio di Šabalino, nel Governatorato di Černigov.